# Alain Chatriot
 (août 2019).
Alain Chatriot est un historien français, né le 30 avril 1975. 
Depuis 2015, il est professeur des universités en histoire contemporaine à Sciences Po, rattaché au Centre d'histoire de Sciences Po.

## Biographie
Ancien élève de Sciences Po (diplômé en 1996), Alain Chatriot est titulaire d’une maîtrise d’histoire de l’université Paris 1 (1996).
Agrégé d’histoire (1997), il soutient, en 2001, une thèse à l'EHESS, sous la direction de Pierre Rosanvallon, intitulée Représenter la société. Le Conseil National Économique, 1924-1940, une institution entre expertise et négociation sociale. Le jury, composé de Suzanne Berger, Jean-Claude Daumas, Patrick Fridenson, Gilles Le Béguec et Michel Margairaz, lui décerne les félicitations à l'unanimité. 
Le 18 novembre 2013, il obtient à Sciences Po son habilitation à diriger des recherches, sur un dossier intitulé L’État et les groupes sociaux dans l'élaboration des politiques économiques et sociales en France au XXe siècle. Son garant est Paul-André Rosental. Le jury est composé de Nadine Vivier, Marc-Olivier Baruch, Olivier Dard, Philip Nord et Pierre Rosanvallon. 

### Carrière
De 1998 à 1999, il enseigne l'histoire-géographie au lycée d'Ivry-sur-Seine. De 2002 à 2004, il est détaché sur un poste de « maître de conférences » auprès de la Chaire d'histoire moderne et contemporaine du politique au Collège de France, où il est responsable des séminaires de Pierre Rosanvallon. Dans le même temps, il est chargé de cours en histoire du XIXe siècle à l'Université d'Évry-Val-d'Essonne.  
Attaché temporaire d'enseignement et de recherche à l'EHESS (2004-2005), de 2005 à 2015, il est chargé de recherche au CNRS, affecté au Centre de recherches historiques (CNRS/EHESS). Depuis 2015, il est professeur des universités à Sciences Po.

## Champ d'études
Il est spécialiste de l’histoire de l’État, des institutions et des politiques économiques et sociales. Travaillant sur les questions agricoles, il est membre associé de l’équipe ERHIMOR.
Membre du conseil d’administration de la Société d’études jaurésiennes, il en a dirigé la publication les Cahiers Jaurès entre 2008 et 2014. Il a donné plusieurs notes sur des points d’histoire à la Fondation Jean Jaurès.
Depuis l'été 2018, il est le rédacteur en chef de la revue Histoire@Politique.

## Publications

### Ouvrages
- La démocratie sociale à la française. L’expérience du Conseil National économique, 1924-1940, Paris, La Découverte, 2002.
- Pierre Mendès France. Pour une République moderne, Paris, Armand Colin, 2015.
- La politique du blé. Crises et régulations d’un marché dans la France de l’entre-deux-guerres, Paris, IGPDE/CHEFF, 2016.

### Ouvrages codirigés
- avec Vincent Duclert, Quel avenir pour la recherche ?, Paris, Flammarion, 2003.
- avec Marie-Emmanuelle Chessel et Matthew Hilton (dir.), Au nom du consommateur. Consommation et Politique en Europe et aux États-Unis au XXe siècle, Paris, La Découverte, 2004.
- avec Dieter Gosewinkel (dir.), Figurationen des Staates in Deutschland und Frankreich, 1870 – 1945 Les figures de l’État en Allemagne et en France, Munich, Oldenbourg, Pariser Historische Studien des Deutschen Historischen Institut Paris, 2006.
- avec Vincent Duclert (dir.), Le gouvernement de la recherche. Histoire d’un engagement politique de Pierre Mendès France au général de Gaulle (1953-1969), Paris, La Découverte, 2006.
- avec Marie-Emmanuelle Chessel et Matthew Hilton (dir.), The Expert Consumer : Associations and Professionals in Consumer Society, Londres, Ashgate, 2006.
- avec Odile Join-Lambert et Vincent Viet (dir.), Les Politiques du Travail (1906-2006). Acteurs, institutions, réseaux, Rennes, Presses universitaires de Rennes, 2006.
- avec Dieter Gosewinkel (dir.), Koloniale Politik und Praktiken Deutschlands und Frankreichs 1880–1962. Politiques et pratiques coloniales dans les empires allemands et français 1880–1962, Stuttgart, Franz Steiner Verlag, 2010.
- avec Jean-Claude Daumas, Danièle Fraboulet, Patrick Fridenson et Hervé Joly (dir.), Dictionnaire historique des patrons français, Paris, Flammarion, 2010.
- avec Francis Hordern et Jeanne-Marie Tuffery-Andrieu (dir.), La codification du travail en France sous la IIIe République. Elaborations doctrinales, techniques juridiques, enjeux politiques et réalités sociales, avec Rennes, Presses universitaires de Rennes, 2011.
- avec Edgar Leblanc et Édouard Lynch (dir.), Organiser les marchés agricoles. Le temps des fondateurs, des années 1930 aux années 1950, Paris, Armand Colin, 2012.
- avec Jean-Paul Barrière, Régis Boulat, Pierre Lamard et Jean-Michel Minovez (dir.), Les trames de l’histoire : entreprises, territoires, consommations, institutions, Mélanges en l’honneur de Jean-Claude Daumas, Besançon, Presses de l’université de Franche-Comté, 2017.
- avec Marion Fontaine, Fabien Conord et Emmanuel Jousse (ed.), Œuvres de Jean Jaurès, tome 14, La voix du socialisme, Paris, Fayard, 2022.
- Présentation et édition scientifique de Pierre Mendès France, Financer la reconstruction de la France.[7] Problèmes économiques et financiers que pose la politique des investissements et de la reconstruction en France. Cours commun, ENA, promotion « Europe », 1950, Vincennes, IGPDE/CHEFF, 2023, 449 p.

## Distinctions
- Prix de la thèse d'histoire du Conseil d’État et des juridictions administratives, 2003[8]
- Médaille de bronze du CNRS, 2009[9]
- Membre titulaire élu à la section Sciences humaines et sociales de l'Académie d'agriculture de France, 2024[10]